# M23 (oprørsgruppe)
 For alternative betydninger, se M23. (Se også artikler, som begynder med M23)
23. marts-bevægelsen (fransk: Mouvement du 23-Mars), ofte forkortet M23 og også kendt som Den Congolesiske Revolutionshær (Armée révolutionnaire du Congo), er en congolesisk militær oprørsgruppe, der for størstedelens vedkommende består af etniske tutsier. Den har base i de østlige områder af Den Demokratiske Republik Congo (DR Congo) og opererer hovedsageligt i provinsen Nordkivu. M23-oprøret i 2012-2013 mod DR Congos regering førte til fordrivelse af et stort antal mennesker. Den 20. november 2012 tog M23 kontrol over provinshovedstaden Goma med omkring en million indbyggere, men blev bedt om at evakuere den af International Conference on the Great Lakes Region (Den Internationale Konference om De Store Søers Område), fordi DR Congos regering havde indvilliget i at forhandle. I slutningen af 2012 genvandt congolesiske tropper sammen med FN-tropper kontrollen over Goma, og M23 annoncerede en våbenhvile og sagde, at de ønskede at genoptage fredsforhandlingerne.
En FN-rapport fandt, at Rwanda skabte og ledede M23-oprørsgruppen. Rwanda stoppede sin støtte på grund af internationalt pres og DR Congo og FN's militære nederlag i 2013.
I 2017 genoptog M23-elementer deres oprør i DR Congo, men denne fraktions operationer havde kun mindre lokal virkning. I 2022 startede en større del af M23 en offensiv, som til sidst resulterede i oprørernes erobring af den congolesiske grænseby Bunagana. I november 2022 kom M23-oprørerne tæt på byen Goma og tvang omkring 180.000 mennesker til at forlade deres hjem, efter at den congolesiske hær havde trukket sig ud af området i nærheden af landsbyen Kibumba. I juni 2023 rapporterede Human Rights Watch om M23-oprørernes krænkelser af menneskerettighederne i Den Demokratiske Republik Congo, herunder ulovlige drab, voldtægter og andre krigsforbrydelser. Beskyldningerne går på, at Rwanda støtter disse handlinger, hvilket skaber bekymring for krigsforbrydelser og forværrer den humanitære situation i regionen. FN's sikkerhedsråd opfordrede til sanktioner mod M23-lederne og implicerede rwandiske embedsmænd. I februar 2023 har gruppen besat flere større byer i det østlige Nordkivu, herunder Bunagana, Kiwanja, Kitchanga, Rubaya og Rutshuru, og kontrollerer vigtige veje, der fører til Goma.

## Baggrund
Den 23. marts 2009 underskrev militsen Congrès national pour la défense du peuple (CNDP; dansk: Nationalkongressen til Forsvar af Folket)) en fredsaftale med DR Congo regering, hvor den blev et politisk parti, og dens soldater blev integreret i DR Congos hær. M23 tager sit navn fra datoen for denne fredsaftale. Gruppens væbnede fløj ledes af general Makenga Sultani, som har været fungerende formand for gruppen, siden biskop Jean-Marie Runiga Lugerero, et tidligere CNDP-medlem, blev afsat den 28. februar 2013.

### Refererede kilder
- "Easing the Turmoil in the Eastern DR Congo and Great Lakes" (PDF). Crisis Group Africa Briefing. Nairobi, Brussels: International Crisis Group (181). 25. maj 2022. Arkiveret fra originalen (PDF) 25. maj 2022. Hentet 28. februar 2024.